# Équipe de Zambie masculine de handball
L'équipe de Zambie masculine de handball est la sélection nationale représentant la Zambie dans les compétitions internationales masculines de handball.
L'équipe se participe pour la première fois au Championnat d'Afrique des nations en 2020 et rêve alors secrètement de se qualifier pour les Jeux olympiques de Tokyo en 2020,.
Malheureusement en s'inclinant lors de toutes ses rencontres, elle termine dernière de la compétition. Deux ans plus tard, la Zambie participe à la CAN 2022 mais termine également à la dernière place.

## Parcours en compétitions internationales
Championnats d'Afrique des nations
- non qualifié entre 1974 et 2018
- 16e place/16 en 2020
- 13e place/13 en 2022
- 16e place/16 en 2024